# Boule Elté (LT) / Boule MC
 (octobre 2008).
 (octobre 2008).
Si vous disposez d'ouvrages ou d'articles de référence ou si vous connaissez des sites web de qualité traitant du thème abordé ici, merci de compléter l'article en donnant les références utiles à sa vérifiabilité et en les liant à la section « Notes et références ».

Elté est une marque déposée en 1930 par Louis Tarchier, qui produisait des boules en acier artisanalement.
Louis Tarchier fut l'un des deux créateurs des premières boules lyonnaises en acier.

## La première boule en acier
En 1925, Louis Tarchier habite à Saint-Bonnet-le-Château (devenu la capitale mondiale de la pétanque). Il est basculeur (armurier). Au moment de crise de 29, il doit chercher une nouvelle source de revenus. Il a alors un ami, qui habite à deux pas de chez lui, un certain Jean Blanc, qui lui propose de faire des boules lyonnaises.
Les deux amis disposaient chacun d'une partie du matériel nécessaire : Louis se rendait donc chez Jean Blanc pour la première partie du travail, à savoir l'emboutissage des coquilles qui formeraient les futures boules. Puis ils se rendaient chez Louis, où ils soudaient les deux coquilles fraîchement embouties. Enfin, ils nettoyaient et polissaient la boule ainsi obtenue pour la strier puis la marquer. Les deux compères créèrent les premières boules lyonnaises une à une, ensemble, sans aucune aide extérieure. C'est ainsi que Louis Tarchier et Jean Blanc créèrent ensemble les premières Lyonnaises en acier.

## Création d’Elté

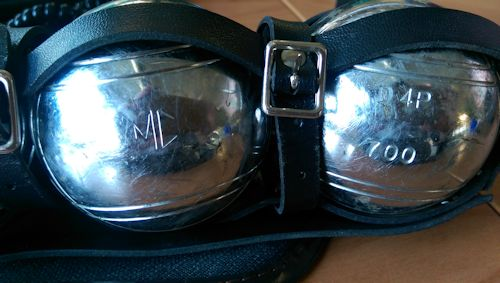
Logo MC

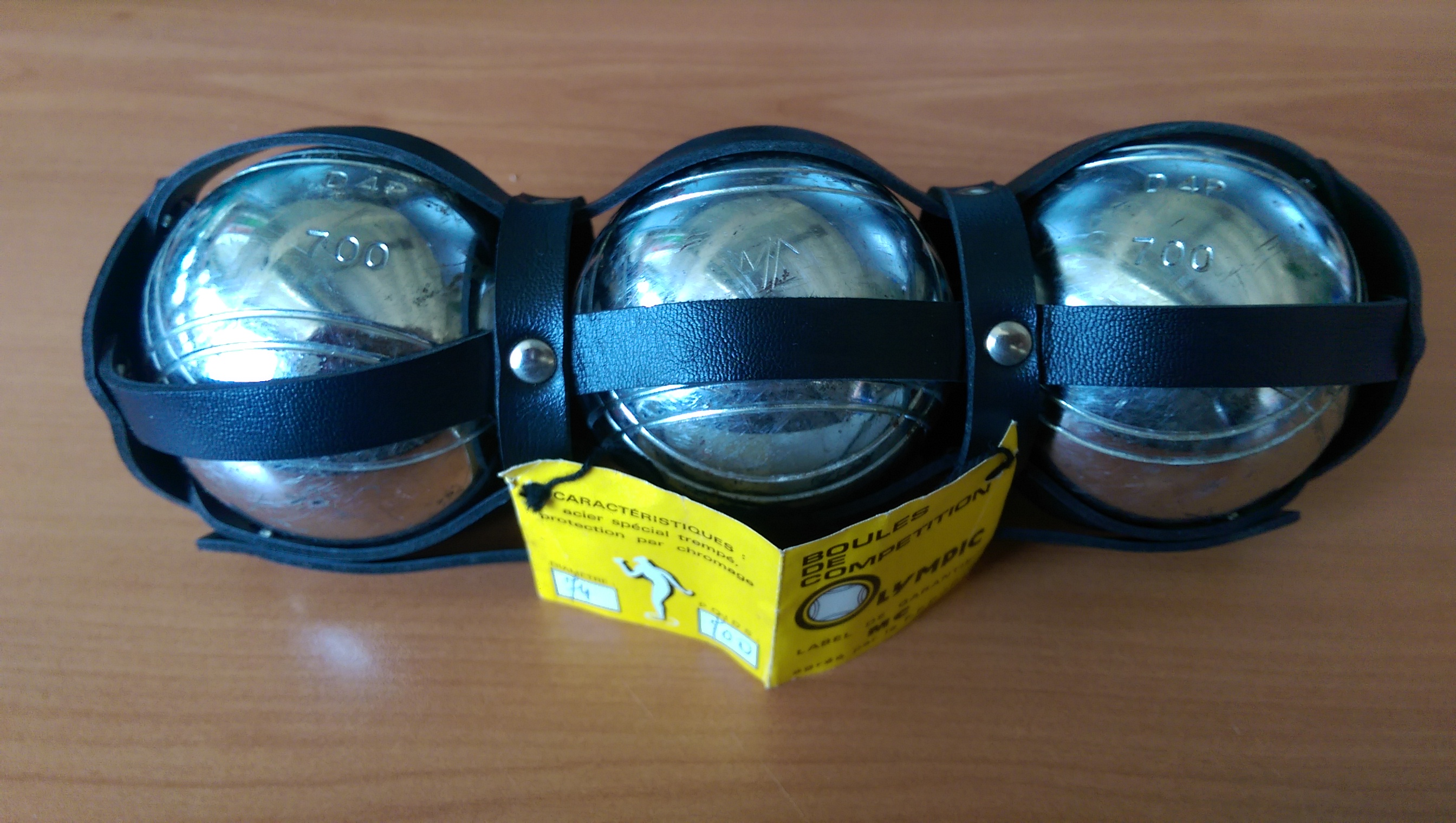
Boules MC compétition

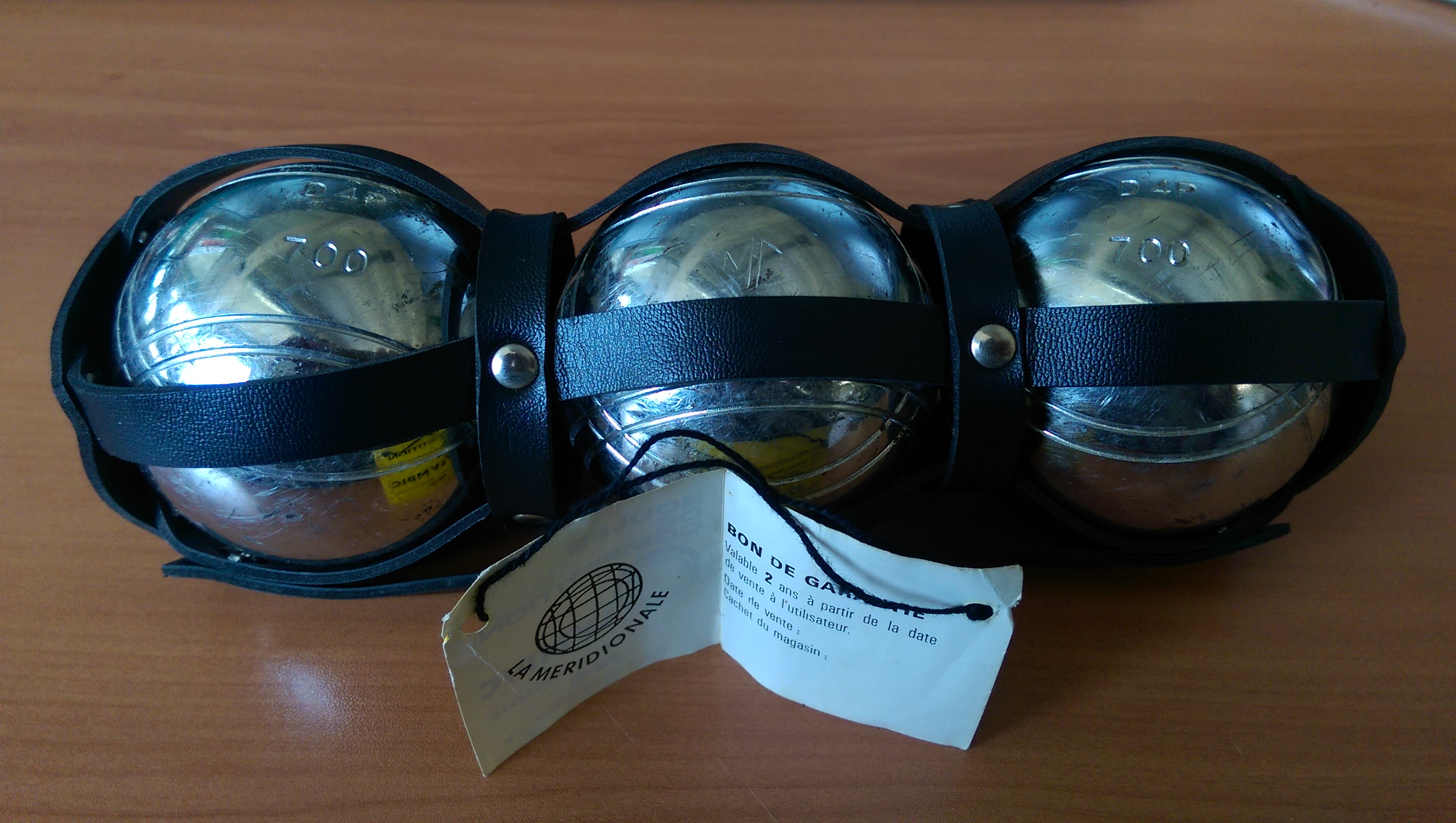
Boules MC compétition - Bon de garantie de 2 ans

Louis Tarchier et Jean Blanc se mirent chacun à leur compte, le premier en créant la marque Elté en 1930, le second en créant la marque JB. Ce dernier conçut plusieurs modèles de boules, dont les boules Perfect.
Les boules Elté étaient frappées avec un poinçon représentant les lettres LT cerclées. Le logo était quant à lui la simple écriture du nom de la marque.
Après trente-trois ans d'activités, Louis Tarchier décide de prendre sa retraite, cédant l'affaire à son gendre, Maurice Crozet. Ce dernier dépose par ailleurs la marque MC. Ils produisirent jusqu'en 1987, puis vendirent la marque et les usines à une entreprise, qui sept ans après vendit l'ensemble de la production à la marque OBUT, qui fit disparaître la marque. OBUT racheta aussi la marque JB.

## La boule Elté
Les boules Elté sont des boules artisanales, très différentes des boules produites à la chaîne, et estimées par les professionnels[réf. nécessaire]. Elles étaient vendues à un prix fort convenable. Chaque boule bénéficiait d'une garantie de deux ans.